# Хуліан Коронель
Хуліан Коронель (ісп. Julián Coronel, нар. 23 жовтня 1958) — парагвайський футболіст, що грав на позиції воротаря, зокрема за клуб «Гуарані» (Асунсьйон), а також національну збірну Парагваю.

## Клубна кар'єра
У дорослому футболі дебютував 1977 року виступами за «Гуарані» (Асунсьйон), в якій провів дев'ять сезонів. 1984 року став у її складі чемпіоном Парагваю. 
Протягом 1987—1988 років грав у Чилі, де захищав кольори клубу «Універсідад Католіка», після чого повернувся на батьківщину. З 1989 року і до припинення професійних виступів у 1991 році грав за «Олімпію» (Асунсьйон).

## Виступи за збірні
1979 року залучався до складу молодіжної збірної Парагваю. На молодіжному рівні зіграв у 2 офіційних матчах, пропустив 2 голи.
Протягом 1980-х років викликався до лав національної збірної Парагваю. Зокрема був у її заявці на чемпіонат світу 1986 року в Мексиці, утім лише як третій голкіпер.
Свою єдину офіційну гру за головну команду Парагваю провів лише на початку 1991 року, ставши учасником товариського матчу проти бразильців.

## Титули і досягнення
- Чемпіон Парагваю (1):

«Гуарані» (Асунсьйон): 1984